# Wolfdietrich Schmied-Kowarzik
Wolfdietrich Schmied-Kowarzik (* 11. März 1939 in Friedberg (Hessen)) ist ein deutscher Philosoph. Von 1971 bis 2007 war er Professor für Philosophie an der Universität Kassel.

## Leben
Wolfdietrich Schmied-Kowarzik ist der jüngste Sohn des österreichischen Philosophen Walther Schmied-Kowarzik und der deutschbaltischen Schriftstellerin Gertrud von den Brincken. Sein zehn Jahre älterer Bruder war der Kunstschriftsteller und Professor der Kunstgeschichte an der Akademie der Bildenden Künste in München Wieland Schmied (1929–2014). Bis 1945 wuchs er in Mödling bei Wien auf, danach in der Oberpfalz. Nach dem Abitur 1959 in Regensburg studierte er an der Universität Wien Philosophie, Ethnologie und Psychologie und wurde 1963 mit der Dissertation Sinn und Existenz in der Spätphilosophie Schellings promoviert.
Ab 1964 war er Wissenschaftlicher Assistent an der Universität Bonn, wo er sich 1970 habilitierte.
Von 1971 bis zu seiner Emeritierung 2007 war Schmied-Kowarzik Professor für Philosophie und Pädagogik mit den Schwerpunkten Dialektische Philosophie und Praktische Philosophie an der Universität Kassel. Von 1977 bis 2006 war er im Vorstand der  Interdisziplinären Arbeitsgruppe für philosophische Grundlagenprobleme der Universität Kassel. In diesem Rahmen initiierte er internationale Tagungen zur Philosophie der Praxis (1982, 1984, 1993); internationale Kongresse zur Religionsphilosophie von Franz Rosenzweig (1986 und 2004) und zur Philosophie von Richard Hönigswald (1995) sowie zur Interkulturellen Philosophie (2001 und 2006).
Wolfdietrich Schmied-Kowarzik leitete von 1983 bis 1988 Kurse zu Marxismus und Existenzphilosophie am „Inter University Centre“ in Dubrovnik und gab Gastvorlesungen in Polen (1984, 1987, 1988, 1990, 2001), Brasilien (1990, 1999), in Estland und Lettland (1991, 1994, 1999), Israel (2000, 2006) und China (2007). Er ist Mitherausgeber der Schriftenreihe Kasseler Philosophische Schriften sowie Herausgeber der Studien zur Philosophie der Praxis und seit 1990 im Mitherausgeberbeirat des Wiener Jahrbuchs für Philosophie. 2004 wurde in Kassel die Internationale Rosenzweig-Gesellschaft gegründet, zu deren erstem Präsidenten er gewählt wurde; seit 2022 Ehrenpräsident. 
Seit 2011 lebt Schmied-Kowarzik in seiner väterliche Heimatstadt Wien.

## Auszeichnungen
- 1999 Verdienstorden der Bundesrepublik Deutschland
- 2002 Österreichisches Ehrenkreuz für Wissenschaft und Kunst I. Klasse
- 2022 Ehrenpräsident Internationale Rosenzweig-Gesellschaft

## Privates
1966 heiratete Wolfdietrich Schmied-Kowarzik die Lehrerin und Buchautorin Iris von Gottberg. Der Ehe entstammen zwei Söhne Anatol und Robin sowie eine Tochter Daria.

## Schriften
- Sinn und Existenz in der Spätphilosophie Schellings. Dissertation. Wien 1963.
- mit Dietrich Benner: Prolegomena zur Grundlegung der Pädagogik. 2 Bände. Ratingen/ Kastellaun/ Düsseldorf 1967 u. 1969.
- Bruchstücke zur Dialektik der Philosophie. Studien zur Hegel-Kritik und zum Problem von Theorie und Praxis, Ratingen/ Kastellaun/ Düsseldorf 1974.
- Dialektische Pädagogik. Vom Bezug der Erziehungswissenschaft zur Praxis. München 1974. [Pedagogia Dialética. De Aristoteles a Paulo Freire, (Portugiesische Übersetzung von Wolfgang Leo Maar) Sao Paulo 1983, 2. Auflage. 1988].
- mit Justin Stagl (Hrsg.): Grundfragen der Ethnologie. Beiträge zur gegenwärtigen Theorie-Diskussion. Berlin 1981. (2. Auflage. Berlin 1993)
- Die Dialektik der gesellschaftlichen Praxis. Zur Genesis und Kernstruktur der Marxschen Theorie. Alber, Freiburg/ München 1981, ISBN 3-495-47446-3 [Die gesellschaftliche Praxis, Natur und Dialektik (Koreanische Übersetzung), Seoul 1992].
- Das dialektische Verhältnis des Menschen zur Natur. Eine philosophiegeschichtliche Studie zur Naturproblematik bei Karl Marx. Alber, Freiburg/ München 1984, ISBN 3-495-47544-3 [Die philosophische Untersuchung der Natur (Koreanische Übersetzung), Seoul 1994]. [A relação dialética do homem com a natureza, Portugiesische Übersetzung von Rosalvo Schütz, Cascavel/Brasil 2019].
- mit Hans Immler: Marx und die Naturfrage. Ein Wissenschaftsstreit. Hamburg 1984.
- als Hrsg.: Objektivationen des Geistigen. Beiträge zur Kulturphilosophie in Gedenken an Walther Schmied-Kowarzik (1885–1958), Berlin 1985.
- Kritische Theorie und revolutionäre Praxis. Konzepte und Perspektiven marxistischer Erziehungs- und Bildungstheorie. Bochum 1988.
- als Hrsg.: Der Philosoph Franz Rosenzweig (1886–1929). Internationaler Kongreß Kassel 1986. Alber, Freiburg/ München 1988, ISBN 3-495-47655-5; Band I: Die Herausforderung jüdischen Lernens; Band II: Das neue Denken und seine Dimensionen
- Franz Rosenzweig. Existentielles Denken und gelebte Bewährung. Alber, Freiburg/ München 1991, ISBN 3-495-47705-5.
- Bildung, Emanzipation und Sittlichkeit. Philosophische und pädagogische Klärungsversuche. Weinheim 1993.
- Richard Hönigswalds Philosophie der Pädagogik. Würzburg 1995.
- „Von der wirklichen, von der seyenden Natur“. Schellings Ringen um eine Naturphilosophie in Auseinandersetzung mit Kant, Fichte und Hegel. Stuttgart-Bad Cannstatt 1996.
- als Hrsg.: Erkennen - Monas - Sprache. Internationales Richard-Hönigswald-Symposion Kassel 1995, Würzburg 1997.
- Denken aus geschichtlicher Verantwortung. Wegbahnungen zur praktischen Philosophie. Würzburg 1999. [Práxis e responsabilidade (Coleção filosofia 151), (Portug. Übersetzung) Porto Alegre 2002].
- als Hrsg.: Franz Rosenzweigs „neues Denken“. Internationaler Kongreß Kassel 2004. Alber, Freiburg/ München 2006, ISBN 3-495-48185-0; Band I: Selbstbegrenzendes Denken – in philosophos; Band II: Erfahrene Offenbarung – in theologos
- Rosenzweig im Gespräch mit Ehrenberg, Cohen und Buber. Alber, Freiburg/ München 2006. doi:10.17170/kobra-20200205982
- mit Jens Flemming und Dietfrid Krause-Vilmar (Hrsg.): Juden in Deutschland – Streiflichter aus Geschichte und Gegenwart. kassel university press, Kassel 2007, ISBN 978-3-89958-265-9 (uni-kassel.de [PDF; 551 kB]).
- Das dialektische Verhältnis von Theorie und Praxis in der Pädagogik. (= Kasseler Philosophische Schriften – Neue Folge. Band 1). Kassel 2008, ISBN 978-3-89958-412-7. urn:nbn:de:hebis:34-2008062622228
- mit Hans Immler: Marx und die Naturfrage. Ein Wissenschaftsstreit um die Kritik der politischen Ökonomie. (= Kasseler Philosophische Schriften – Neue Folge. Band 4). Kassel 2011, ISBN 978-3-89958-566-7. urn:nbn:de:hebis:34-2012010340150
- Die Philosophie Schellings von ihren frühen Anfängen bis zum Spätwerk. Studienbrief. FernUniversität Hagen 2014.
- Hegel in der Kritik zwischen Schelling und Marx (= Hegeliana 24). Frankfurt am Main 2014, ISBN 978-3-631-65861-1.
- Existenz denken. Schellings Philosophie von ihren Anfängen bis zum Spätwerk. Alber, Freiburg/München 2015, ISBN 978-3-495-48751-8.
- Sinn und Existenz in der Spätphilosophie Schellings und andere Schellingiana. (= Kasseler Philosophische Schriften – Neue Folge. Band 7). Kassel 2016, ISBN 978-3-7376-5010-6. urn:nbn:de:hebis:34-2017052252548online, PDF
- Die Vielfalt der Kulturen und die Verantwortung für die eine Menschheit. Philosophische Reflexionen zur Kulturanthropologie und zur Interkulturellen Philosophie, Alber, Freiburg/München 2017, ISBN 978-3-495-48927-7.
- Karl Marx – Die Dialektik der gesellschaftlichen Praxis. Zur Genesis und Kernstruktur der kritischen Philosophie gesellschaftlicher Praxis. Alber, Freiburg/München 2018, ISBN 978-3-495-48969-7.
- Das dialektische Verhältnis des Menschen zur Natur. Philosophische Studien zu Marx und zum westlichen Marxismus. Alber, Freiburg/München 2018, ISBN 978-3-495-49018-1.
- Kritische Theorie einer emanzipativen Praxis. Konzepte marxistischer Erziehungs- und Bildungstheorien. Beltz Juventa, Weinheim/Basel 2019, ISBN 978-3-7799-6081-2.
- Vom Gott der Philosophen. Religionsphilosophische Erkundungen. Alber, Freiburg/München 2020, ISBN 978-3-495-49097-6.
- Solidarische Praxis in Allianz mit der Natur. Marx‘ dialektische Praxisphilosophie für das 21. Jahrhundert. Westfälisches Dampfboot, Münster 2022, ISBN 978-3-89691-081-3.
- Der wirbelnde Strom des Werdens. Schellings Naturphilosophie und Schellings materialistische Nachfolger. Königshausen & Neumann, Würzburg 2023, ISBN 978-3-8260-7784-5.